# مونکیو دله کورتی
مونکیو دله کورتی (به ایتالیایی: Monchio delle Corti) یک کومونه در ایتالیا است که در استان پارما واقع شده‌است. مونکیو دله کورتی ۶۹٫۳ کیلومترمربع مساحت و ۱٬۱۴۹ نفر جمعیت دارد.